# اچ‌ام‌ای‌اس جیلان (جی۲۱)
اچ‌ام‌ای‌اس جیلان (جی۲۱) (به انگلیسی: HMAS Geelong (J201)) یک کشتی بود که طول آن ۱۸۶ فوت (۵۷ متر) بود. این کشتی در سال ۱۹۴۱ ساخته شد.